# Leonora Tyson
Pour les articles homonymes, voir Tyson.
Leonora Helen Tyson (née Wolff ; 13 août 1883 - 4 février 1959) est une suffragette anglaise et membre de la Women's Social and Political Union (WSPU).

## Biographie
Leonora Helen Wolff est née à Bradford, dans le Yorkshire, le 13 août 1883, de Gustav Wolff, un docteur en musique allemand, et de Rosa Helen Ashton. Elle est la cinquième de six enfants. En 1901, la famille s'installe à Londres. En 1908, alors qu'elle vit à Drewstead Road, Streatham, la famille change son nom de Wolff à Tyson. C'est à cette époque que Rosa Tyson et ses filles Diana et Leonora s'impliquent dans la WSPU. En février 1908, Tyson et sa mère sont toutes deux arrêtées à la Chambre des communes alors qu'elles participent à une manifestation.
Tyson devient très active dans l'organisation en tant que secrétaire honoraire de la succursale de Streatham en 1909 et secrétaire de la succursale de Lambeth en 1910, reprenant son rôle à Streatham en 1911. Tyson prend la parole lors de nombreuses réunions à Streatham, Lambeth et plus loin. En octobre 1911, Tyson, qui parle couramment l'allemand, représente la WSPU au Congrès des femmes à Hambourg, en Allemagne,.
En 1911, l'Anti-Suffrage Alphabet, rédigé par Laurence Housman et édité par Tyson, est publié à Londres.

Ses activités de suffragette l'amènent à passer du temps à la prison de Holloway après son arrestation lors d'une manifestation dans le centre de Londres en mars 1912. En avril 1912, Tyson entame une grève de la faim. Elle est gavée par les autorités de la prison après trois jours de refus de nourriture et d'eau. Elle est libérée en mai de la même année. Sa signature figure parmi celles brodées sur le Mouchoir des suffragettes à Holloway en mars 1912. Tyson reçoit la Hunger Strike Medal de la WSPU. La citation gravée sur la barre est "For Valour" et l'inscription sur la boîte indique :
"Présenté par la Women's Social and Political Union en reconnaissance d'une action courageuse, par laquelle un grand principe de justice politique a été justifié par l'endurance jusqu'à la dernière extrémité de la faim et des difficultés."
Les rubans des médailles sont aux couleurs de la WSPU, vert blanc et violet. La médaille de Tyson (boîte manquante) se trouve au Musée de Londres .
Tyson est décédée le 4 février 1959, à l'âge de 75 ans, chez sa nièce à East Sheen.
En 2009, un mews résidentiel à West Dulwich (à 2 miles de la maison de Tyson à Streatham), est nommé d'après Tyson, intitulé Leonora Tyson Mews.